# Jacopo Amigoni
Jacopo Amigoni lub Jacopo Amiconi lub Giacomo Amiconi (ur. 21 czerwca 1682 w Wenecji, zm. 21 sierpnia 1752 w Madrycie) – włoski malarz późnobarokowy. Należał do szkoły weneckiej, a jego styl charakteryzowała elegancja i koloryt. Wyróżniał się jako popularny na europejskich dworach portrecista. Współpracował z Królewską Manufakturą Tapiserii Santa Bárbara malując kartony do tapiserii - wzory do produkcji gobelinów.